# Guillaume Régamey
Pour les articles homonymes, voir Regamey.
Guillaume Pierre Urbain Régamey est un peintre français né à Paris (ancien 2e arrondissement) le 22 septembre 1837 et mort dans 16e arrondissement de Paris le 4 janvier 1875.

## Biographie

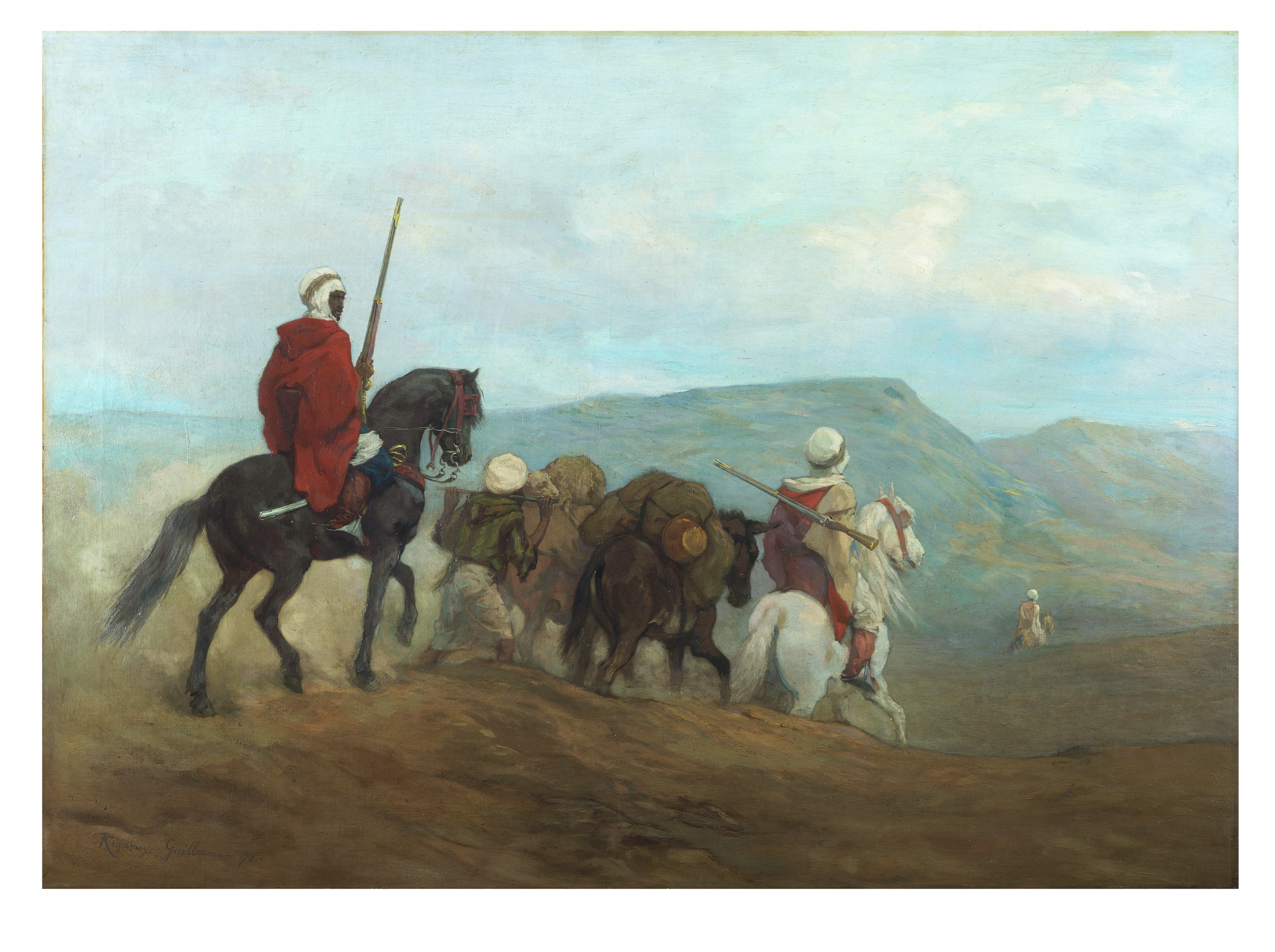
Cavaliers arabes (1871), Londres, Victoria and Albert Museum.

Guillaume Régamey est le fils du peintre Louis Pierre Guillaume Régamey (1814-1878), le frère du peintre et écrivain Frédéric Régamey (1849-1925) et celui du peintre, dessinateur et caricaturiste Félix Régamey (1844-1907).
Après avoir été l'élève de son père, Guillaume Régamey est admis à la petite École où il suit l'enseignement d'Horace Lecoq de Boisbaudran. Il expose régulièrement au Salon de Paris de 1859 à 1875 un grand nombre de tableaux et de dessins inspirés de la vie militaire ; sa dernière adresse est le 32 rue Greuze.
Il est réputé pour ses tableaux militaires. Son style se caractérise par une économie de moyens[réf. nécessaire].

## Expositions
- 1859 : exposition dans l'atelier de François Bonvin[réf. nécessaire].
- de 1859 à 1875, il expose au Salon, où il obtient une médaille en 1868.
- 1876 : rétrospective posthume de ses œuvres à l'École des beaux-arts de Paris.

## Collections publiques
France
- Châlons-en-Champagne.
- Compiègne, palais de Compiègne : Sortie d'un général en grand uniforme, huile sur toile, dépôt du musée d'Orsay[4].
- Dijon, musée Magnin :
  - Portrait d'un chasseur d'Afrique, anciennement Tête de spahi ;
  - La Cavalerie sous l'averse, attribution, dessin.
- Les Pêcheries, musée de Fécamp : Cheval percheron à l'écurie, huile sur carton, dépôt de l'État en 1880.
- Louviers.
- Marseille, musée des Beaux-Arts : Tirailleurs algériens et spahis gardant des prisonniers, 1870, huile sur toile[5]..
- Paris :
  - musée du Louvre : fonds de dessins.
  - musée d'Orsay[6]
- Pau, musée des Beaux-Arts : Une batterie de tambours des grenadiers de la garde ; campagne d'Italie, 1865, huile sur toile[7].
- Strasbourg, musée d'Art moderne et contemporain : Portrait d'un spahi, huile sur toile[8].

Royaume-Uni
- Londres, Victoria and Albert Museum :
  - Cavaliers arabes, 1871, huile sur toile ;
  - Un attelage de percherons, 1870, huile sur toile[9] ;
  - La Sentinelle, 1870, huile sur toile[10].